# Буги-вуги (танец)
Буги-вуги — социальный танец, появившийся в Европе во второй половине 1940-х на основе линди хопа. Знаменитый буги-вуги, столько лет остававшийся «запретным плодом» для советской молодёжи, является одним из самых весёлых и беззаботных танцев. Относится к свинговым танцам, исполняется под рок-н-ролл и рокабилли.
Наиболее близки к буги-вуги танцевальные стили линди хоп и имеющий распространение в США West Coast Swing.

## Возникновение и развитие
Название данного танца произошло от одноимённого музыкального стиля, так как он возник в период популярности музыки буги-вуги.
Буги-вуги считается[кем?] европейским танцем, хотя он и был «подсмотрен» в послевоенный период у солдат американской союзнической армии, танцевавших линди-хоп. Европейцы переложили движения на рок-н-ролльные мелодии и стали танцевать буги-вуги в клубах, постепенно добавляя акробатические трюки. Пары танцоров вытворяли на паркете такое, что позавидовали бы многие артисты и спортсмены! Существуют акробатические трюки, заимствованные в основном из танцев-предшественников — линди-хоп (Lindy Hop) и джиттербаг (Jitterbug). Изначально танец буги-вуги был исключительно клубным, социальным танцем. Как выходец из более старых танцев (линди-хоп и джиттербаг), он перенял их традиции и правила. Но постепенно буги-вуги стал и соревновательным танцем, правила становились всё сложнее, всё больше ценились сложные акробатические трюки, сменилась музыка, рок-н-ролл стал менее свинговым, стал звучать ближе к современному. И так постепенно возник  акробатический рок-н-ролл. Тогда же танец приобрел линейность в исполнении. Если раньше пара перемещалась по танцполу произвольно, то позже танцевать стало принято на одной линии. Считается, что это связано с тем, что танцевать на соревнованиях стали не на квадратных рингах, как раньше, где судьи сидели по кругу, а на сцене, ориентируясь на первый ряд с судьями и зрителей в зале.
В период расцвета рок-н-ролла, движения буги-вуги начали танцевать под рок-н-ролл и, соответственно, танец называли рок-н-роллом. В наше время под термином «рок-н-ролл» чаще подразумевается спортивный (акробатический) рок-н-ролл, хотя имеет также распространение и клубный рок-н-ролл. В свою очередь, в 1980-х годах буги-вуги был определён как самостоятельный, отличный от рок-н-ролла танец. В наше время под эгидой Мировой конфедерации рок-н-ролла наряду с соревнованиями по рок-н-роллу, проводятся также и чемпионаты по буги-вуги.

## Исполнение, танцы для общения и соревнования

### Описание
Буги-вуги — парный импровизационный танец, базовый шаг которого состоит из шести или восьми бит. Танец отличается энергичной пульсацией, ярко выраженным эмоциональным диалогом между партнёром и партнёршей. Буги-вуги танцуют под музыкальные стили буги-вуги, рокабилли, блюз, свинг, рок-н-ролл.
Акробатические трюки в основном применяются в отрепетированных выступлениях на соревнованиях, редко на вечеринках.

### Социальные танцы
Постепенно танец разделился на клубный (более простой) и акробатический, исполняемый преимущественно на конкурсах и фестивалях. Но в целом, для большинства танцоров буги-вуги остается социальным танцем, где главное — это именно вечеринки, на которых каждый может потанцевать с каждым. Люди, которые видят, как танцуют буги-вуги под быструю музыку, часто с восхищением говорят о том, как же быстро танцоры умудряются двигать ногами.
Действительно, для буги-вуги характерна очень активная работа ног в целом и стоп в частности. При этом так же, как и многие парные социальные танцы, буги-вуги построен на взаимодействии партнеров: хорошее ведение для партнера и хорошее следование для партнерши очень важны.
Буги-вуги популярен в виде «социальных танцев» в среде местных сообществ (танцстудий), которые проводят танцвечера (дискотеки) с диджеями или группами, играющими музыку, наиболее подходящую для конкретного стиля свинга. В России существует Федерация танцев в стиле свинг (ФТСС), в крупных городах есть по несколько клубов. Они проводят мастер-классы (семинары, танцлагеря) с зарубежными и местными преподавателями.

### Стили соревнования/исполнения
На соревнованиях исполнители используют хореографические и акробатические элементы.
Буги-вуги характеризуется тем, что танец строится на импровизации, успешность которой оценивается судьями наряду с танцевальной техникой, танцевальными фигурами и презентацией танцоров. Задача танцоров: заранее отработанную хореографию вставить максимально успешно в ту музыку, которая досталась.
Буги-вуги - командный вид спорта. Командой может быть одна пара. Команда может состоять из 12 членов (6 пар) в соревнованиях "формейшн".
Соревнования по буги-вуги включают в себя 2 программы: медленный и быстрый танец. Медленный исполняется в вечерних нарядах, быстрый в костюмах, соответствующих стилю.
Темп медленного танца 120bpm, быстрый 200 bpm.
В соревнованиях "формейшн" 12 человек, выполняющих синхронно сложные фигуры, и при этом постоянно координируют свое положение на паркете относительно других членов команды.